# Astèrix a Lusitània
Astèrix a Lusitània és el quaranta-uné àlbum de còmic de la sèrie Astèrix, de publicació prevista a tot el mon en diferents idiomes el 2025: és la segona historieta d'Astèrix (personatge) guionitzada per Fabcaro després d'El lliri blanc, i la que en fa set dibuixada per Didier Conrad. En l'argument, els protagonistes viatgen a la província romana de Lusitània.

## Producció
Al gener del 2025, el grup LeYa —al qual pertany l'editorial ASA, posseïdora dels drets de l'edició portuguesa d'Astèrix— anuncià la publicació del següent àlbum d'Astèrix per al 23 d'octubre, però el títol no es desvelà fins al 16 de març, junt amb la portada provisional, sense més detalls que el motiu aparent del viatge és la petició d'ajuda d'un personatge lusità que apareix en dos vinyetes de La residència dels déus (1971).
Segons l'editor d'ASA, Vítor Silva Mota, la proposta de situar un àlbum a terres luses ja estava en la cartera d'idees per a aventures futuribles, per la qual cosa només li calgué insistir un poc per convéncer els seus homòlegs francesos d'executar el projecte, tot seguint la norma d'alternar una aventura local amb una eixida per altres contrades. Per a la preparació de l'àlbum, els autors viatjaren a Portugal per a documentar-se, assistits pel personal d'ASA per a dotar d'autenticitat i fidelitat l'ambientació portuguesa.
Conrad, que ja havia dibuixat altres personatges lusitans en Astèrix a Itàlia, s'inspirà en el vestit tradicional portugués per als personatges femenins.
Al desembre del mateix any publicaren un avanç de l'àlbum: la quarta pàgina, en la qual Astèrix i Obèlix discutixen sobre la conveniència de fer un altre viatge.

## Publicació
Editat de manera simultània en dèneu llengües i dialectes, la història és el vint-i-cinqué viatge dels gals fora del seu entorn i la seua aparició té lloc l'any que el gos Ideafix fa seixanta anys de la primera aparició (en Astèrix i Cleòpatra): segons Caro, els abellia fer un àlbum «assolellat, lluminós, en un país mediterrani» , el més paregut «a unes vacances.» Les cinc-centes vint-i-set fotos que feren —seixanta-sis de les quals al paviment ceràmic típic— serviren a Conrad per a il·lustrar l'aventura; en la portada promocional, Ideafix, Obèlix i Astèrix apareixen sobre una calçada decorada amb dos abadejos.
Segons l'editor portugués, Caro i Conrad tornaran a viatjar a Portugal per a presentar l'àlbum publicat.